# Park Narodowy Ałatau Zailijskiego
Park Narodowy Park Narodowy Ałatau Zailijskiego (kaz. Іле Алатауы ұлттық паркі, Ile Alatauy ülttyq parkı; ros. Иле-Алатауский национальный парк, Ile Alatauskiy Natsional’nyy Park) – park narodowy w Kazachstanie, w obwodzie ałmackim. Znajduje się w górach na południe od Ałmaty, między wąwozem Turgen na wschodzie a rzeką Chemolgan na zachodzie. Park narodowy graniczy z rezerwatem przyrody Ałmaty, który znajduje się wokół Pik Talgar
Krajobraz obejmuje lasy, alpejskie łąki, lodowce i jeziora, w tym Wielkie Jezioro Ałmaty. Niezwykłe drzewa to morela, klon i jabłoń.
W parku żyją pantery śnieżne, rysie środkowoazjatyckie (Lynx lynx isabellinus), niedźwiedzie brunatne, kuny domowe, koziorożce syberyjskie, orłośępy i orły przednie. Inne godne uwagi gatunki ptaków występujące w parku narodowym to ułar himalajski, ibisodziób, syczek zwyczajny i dzięcioł trójpalczasty.

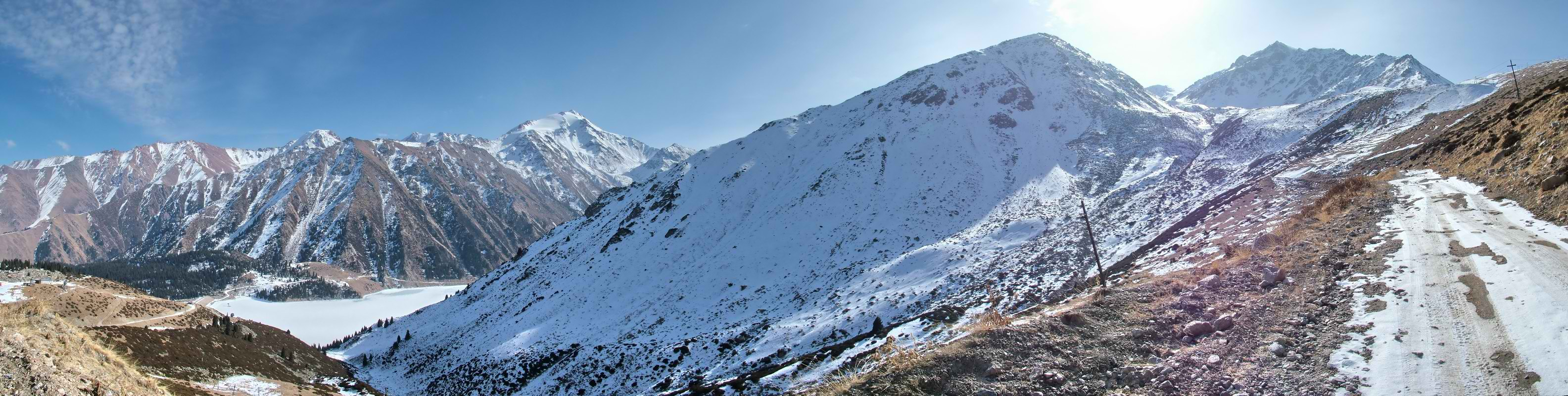
Zimowy widok na panoramę parku.